# Luis José Hernández Paniagua
Luis José Hernández Paniagua, conosciuto semplicemente come Luis Hernández (pronuncia costaricana: [lujs erˈnaNdeθ]; Heredia, 7 febbraio 1998), è un calciatore costaricano, difensore del Pérez Zeledón.

## Carriera

### Club

#### Gli inizi
Il 16 giugno 2016, durante una conferenza stampa tenuta dall'allenatore Carlos Watson, è stata annunciata la scomparsa della squadra di calcio, Generacion Saprissa, una squadra che serviva come preparazione per i giocatore della formazione Primavera, quindi è stata confermata la promozione in prima squadra di sette giovani tra cui Hernández. Alla prima data del Winter Championship 2016, la sua squadra ha affrontato la squadra neopromossa San Carlos, il 16 luglio all'Estadio Nacional de Costa Rica. I suoi compagni Ulises Segura, David Guzmán e Rolando Blackburn hanno segnato ma il pareggio per 3-3 ha prevalso fino alla fine della partita. Il difensore costaricano non è stato preso in considerazione nella lista dei sostituti o nella proprietà.
Il 18 agosto l'apertura CONCACAF Champions League, la squadra ha avuto come avversaria il Dragon di El Salvador. Il calciatore non è stato convocato il risultato è culminato in un trionfo con un punteggio di 6-0. Il 25 agosto si è svolto il secondo appuntamento della competizione continentale di nuovo contro il salvadoregni allo Estadio Cuscatlán. Dopo gli errori dei suoi compagni di squadra, il risultato per 0-0 si è riflesso alla fine del 90' minuto di gioco. La terza giornata della zona ha avuto il 14 settembre presso l'Estadio Ricardo Saprissa Aymá contro il Portland Timbers negli Stati Uniti d'America. Anche se il club ha iniziato a perdere nel 4' minuto, è riuscito a superare la situazione dopo aver dispiegato un sistema offensivo. Gli obbiettivi dei suoi compagni di squadra Fabrizio Ronchetti, Marvin Angulo e Jermaine Taylor, sono stati sufficienti per il trionfo de 4-2. Il 19 ottobre, l'ultima partita della fase a gironi è stato transato per la seconda volta contro gli americani del Portland al Providence Park. Il giocatore non è stato chiamato e l'esito dell'impegno è stato pareggiato ad un certo punto, dando la classificazione del viola alla fase a eliminazioni diretta della competizione.

#### Parentesi al Municipal Grecia

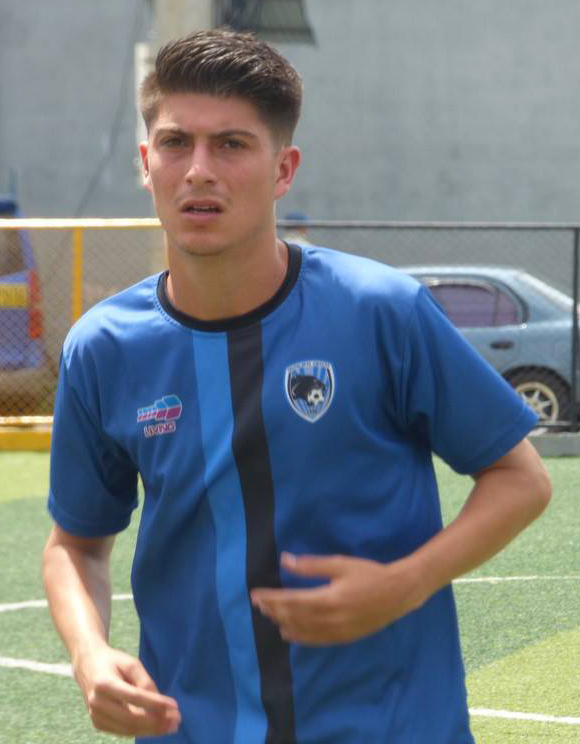
Hernández con il nel 2017.

Attraverso una dichiarazione rilasciata dalla dirigenza del Saprissa il 24 giugno 2017, è stato formalmente formulato il prestito del giocatore al Municipal Grecia, una squadra recentemente promossa alla massima categoria. Hernández è stato assegnato per un periodo di sei mesi.
Ha fatto il suo debutto con il Municipal Grecia il 30 luglio successivo, in occasione della partita di campionato persa per 0-3 contro l'Alajuelense allo Estadio Nacional de Costa Rica, subentrando nel 15' minuto di gioco con la maglia numero 4. Il 6 agosto seguente mette a segno la sua prima doppietta in carriera professionistica, nella partita di campionato contro il Guadalupe vinta per 0-3, subentrando nel 9' minuto di gioco. Mette a segno il suo primo gol nel 11' minuto di gioco tirando di testa, mentre il secondo, nel secondo tempo, con un tiro di sinistro. Conclude la sua esperienza con la maglia del Municiapl Grecia mettendo a segno 3 gol in 21 apparizioni. In sei mesi ha accumulato 1951 minuti di gioco.

#### Ritorno al Deportivo Saprissa
Il 31 dicembre 2017 è stato annunciato il suo ritorno al Saprissa dal prestito al Municipal Grecia; secondo le indiscrezioni di stampa il costo sarebbe pari a 175.000 colón costaricano (più bonus) fino alla fine della stagione successiva.
In vista del Torneo Clasura 2018, la sua squadra ha cambiato allenatore a causa della pensione di Carlos Watson, ed hanno nominato Vladimir Quesada nuovo direttore tecnico. Ha fatto il suo esordio in prima squadra l'8 gennaio successivo, in occasione della partita di campionato vinta per 0-3 all'Estadio Edgardo Baltodano Briceño contro il Municipal Liberia, subentrando nel 14' minuto di gioco indossando la maglia numero 29. Il 22 maggio seguente viene proclamato miglior giovane della Primera División de Costa Rica dopo aver battuto l'Herediano per 4-3.
Fa il suo debutto nel Torneo Apertura 2018 il 12 agosto per la quarta data contro l'Herediano, essendo il detentore di tutti i minuti nella vittoria per 0-1 in casa. Il 22 ottobre seguente viene espulso per la prima volta con un cartellino rosso diretto per essersi scontrato con l'avversario Orlando Galo, nella partita di campionato contro il Alajuelense vinta per 2-1, subentrando nel secondo tempo. È tornato dal suo correttivo dopo due partite, il 9 novembre seguente, nella vittoria esterna contro il Municipal Grecia, subentrando come sostituto di Johan Venegas nel 72' minuto di gioco. Ha concluso la gara con quindici presenze e il contributo di due assist.

### Nazionale
Con la nazionale costaricana ha vestite le maglie di tutte le categorie (Under-15, Under-17, Under-20, Under-21, Under-23 e maggiore.
Il 28 agosto 2018, Hernández è stato incluso nella lista della squadra nazionale costaricana convocata dall'allenatore ad interim Rónald González, come parte della nuova generazione di calciatori che affronterebbe una serie di partite amichevoli nel continente asiatico. Il 7 settembre, nella partita contro la nazionale sudcoreana al Goyang Stadium, il difensore ha aspettato in panchina e ha visto la perdita dei loro dati combinati (2-0). Fa il suo esordio nazionale maggiore l'11 settembre 2018, in occasione della partita amichevole persa per 3-0 in casa della nazionale giapponese, svoltosi nella città di Suita.

## Statistiche

### Presenze e reti nei club
| Stagione                  | Squadra                   | Campionato                | Campionato | Campionato | Coppe nazionali | Coppe nazionali | Coppe nazionali | Coppe continentali | Coppe continentali | Coppe continentali | Altre coppe | Altre coppe | Altre coppe | Totale | Totale |
| Stagione                  | Squadra                   | Comp                      | Pres       | Reti       | Comp            | Pres            | Reti            | Comp               | Pres               | Reti               | Comp        | Pres        | Reti        | Pres   | Reti   |
| ------------------------- | ------------------------- | ------------------------- | ---------- | ---------- | --------------- | --------------- | --------------- | ------------------ | ------------------ | ------------------ | ----------- | ----------- | ----------- | ------ | ------ |
| 2017-2018                 | Municipal Grecia          | PD                        | 21         | 3          | -               | -               | -               | -                  | -                  | -                  | -           | -           | -           | 21     | 3      |
| 2017-dic. 2018            | Saprissa                  | PD                        | 26         | 0          | -               | -               | -               | CCL                | 0                  | 0                  | -           | -           | -           | 26     | 0      |
| 2018-2019                 | Saprissa                  | PD                        | 27         | 0          | -               | -               | -               | CCL                | 2                  | 0                  | -           | 3           | 0           | 32     | 0      |
| Totale Deportivo Saprissa | Totale Deportivo Saprissa | Totale Deportivo Saprissa | 56         | 0          |                 | -               | -               |                    | 2                  | 0                  |             | 3           | 0           | 61     | 0      |
| Totale carriera           | Totale carriera           | Totale carriera           | 77         | 3          |                 | -               | -               |                    | 2                  | 0                  |             | 3           | 0           | 82     | 3      |

### Cronologia presenze e reti in nazionale
| Cronologia completa delle presenze e delle reti in nazionale ― Costa Rica | Cronologia completa delle presenze e delle reti in nazionale ― Costa Rica | Cronologia completa delle presenze e delle reti in nazionale ― Costa Rica | Cronologia completa delle presenze e delle reti in nazionale ― Costa Rica | Cronologia completa delle presenze e delle reti in nazionale ― Costa Rica | Cronologia completa delle presenze e delle reti in nazionale ― Costa Rica | Cronologia completa delle presenze e delle reti in nazionale ― Costa Rica | Cronologia completa delle presenze e delle reti in nazionale ― Costa Rica |
| Data                                                                      | Città                                                                     | In casa                                                                   | Risultato                                                                 | Ospiti                                                                    | Competizione                                                              | Reti                                                                      | Note                                                                      |
| ------------------------------------------------------------------------- | ------------------------------------------------------------------------- | ------------------------------------------------------------------------- | ------------------------------------------------------------------------- | ------------------------------------------------------------------------- | ------------------------------------------------------------------------- | ------------------------------------------------------------------------- | ------------------------------------------------------------------------- |
| 11-9-2018                                                                 | Suita                                                                     | Giappone                                                                  | 3 – 0                                                                     | Costa Rica                                                                | Amichevole                                                                | -                                                                         | 46’                                                                       |
| Totale                                                                    |                                                                           | Presenze                                                                  | 1                                                                         |                                                                           | Reti                                                                      | 0                                                                         |                                                                           |

| Cronologia completa delle presenze e delle reti in nazionale ― Costa Rica under 20 | Cronologia completa delle presenze e delle reti in nazionale ― Costa Rica under 20 | Cronologia completa delle presenze e delle reti in nazionale ― Costa Rica under 20 | Cronologia completa delle presenze e delle reti in nazionale ― Costa Rica under 20 | Cronologia completa delle presenze e delle reti in nazionale ― Costa Rica under 20 | Cronologia completa delle presenze e delle reti in nazionale ― Costa Rica under 20 | Cronologia completa delle presenze e delle reti in nazionale ― Costa Rica under 20 | Cronologia completa delle presenze e delle reti in nazionale ― Costa Rica under 20 |
| Data                                                                               | Città                                                                              | In casa                                                                            | Risultato                                                                          | Ospiti                                                                             | Competizione                                                                       | Reti                                                                               | Note                                                                               |
| ---------------------------------------------------------------------------------- | ---------------------------------------------------------------------------------- | ---------------------------------------------------------------------------------- | ---------------------------------------------------------------------------------- | ---------------------------------------------------------------------------------- | ---------------------------------------------------------------------------------- | ---------------------------------------------------------------------------------- | ---------------------------------------------------------------------------------- |
| 19-2-2017                                                                          | San Juan                                                                           | Costa Rica under 20                                                                | 0 – 1                                                                              | El Salvador under 20                                                               | Campionato nordamericano di calcio Under-20                                        | -                                                                                  |                                                                                    |
| 23-2-2017                                                                          | San José                                                                           | Costa Rica under 20                                                                | 1 – 0                                                                              | Trinidad e Tobago under 20                                                         | Campionato nordamericano di calcio Under-20                                        | -                                                                                  |                                                                                    |
| 25-2-2017                                                                          | San José                                                                           | Costa Rica under 20                                                                | 2 – 1                                                                              | Bermuda under 20                                                                   | Campionato nordamericano di calcio Under-20                                        | -                                                                                  |                                                                                    |
| 2-3-2017                                                                           | San José                                                                           | Honduras under 20                                                                  | 2 – 1                                                                              | Costa Rica under 20                                                                | Campionato nordamericano di calcio Under-20                                        | -                                                                                  |                                                                                    |
| 4-3-2017                                                                           | San José                                                                           | Panama under 20                                                                    | 1 – 1                                                                              | Costa Rica under 20                                                                | Campionato nordamericano di calcio Under-20                                        | -                                                                                  |                                                                                    |
| 21-4-2017                                                                          | Seogwipo                                                                           | Iran under 20                                                                      | 1 – 0                                                                              | Costa Rica under 20                                                                | Campionato mondiale di calcio Under-20                                             | -                                                                                  |                                                                                    |
| 24-4-2017                                                                          | Seogwipo                                                                           | Costa Rica under 20                                                                | 1 – 1                                                                              | Portogallo under 20                                                                | Campionato mondiale di calcio Under-20                                             | -                                                                                  |                                                                                    |
| 31-4-2017                                                                          | Jeonju                                                                             | Inghilterra under 20                                                               | 2 – 1                                                                              | Costa Rica under 20                                                                | Campionato mondiale di calcio Under-20                                             | -                                                                                  |                                                                                    |
| Totale                                                                             |                                                                                    | Presenze                                                                           | 8                                                                                  |                                                                                    | Reti                                                                               | 0                                                                                  |                                                                                    |

## Palmarès

### Club

#### Competizioni nazionali
- Campionato costaricano: 5

Saprissa: Invierno 2016, Clausura 2018, Clausura 2020, Clausura 2021, Apertura 2022

### Nazionale
- Calcio Under-20 ai Giochi del Centro America: 1

2017

### Individuale
- Miglior giovane della Primera División de Costa Rica: 1

2018